# Santa Cruz del Valle
Santa Cruz del Valle ist ein zentralspanischer Ort und eine Gemeinde (Municipio) mit 304 Einwohnern (Stand: 2024) in der Provinz Ávila in der Autonomen Region Kastilien-León. 

## Lage und Klima
Santa Cruz del Valle liegt auf der Ostseite der Sierra de Gredos am südlichen Rand der Provinz Ávila in einer Höhe von ca. 725 m. Der Río Tiétar begrenzt die Gemeinde im Süden. Die Entfernung nach Ávila beträgt knapp 60 km (Fahrtstrecke) in nordnordöstlicher Richtung. Das Klima ist gemäßigt bis warm; der Regen  fällt mit Ausnahme der trockenen Sommermonate übers Jahr verteilt.

## Bevölkerungsentwicklung
| Jahr      | 1970 | 1981 | 1991 | 2001 | 2011 | 2021 |
| Einwohner | 1019 | 809  | 671  | 567  | 431  | 325  |

## Sehenswürdigkeiten
- Kreuzkirche
- Josephskapelle